# Donna Caponi
Donna Caponi, född 29 januari 1945 i Detroit i Michigan, är en amerikansk professionell golfspelare.
Caponi lärde sig att spela golf av sin far och vann Los Angeles Junior 1956. Hon blev professionell 1965 och året före hade hon som bäst placerat sig på en 21-plats som amatör i Hillside House Ladies' Open på LPGA-touren. Caponi vann under sin karriär 24 tävlingar på LPGA-touren, bland annat fyra  majors. Hon slutade topp tio på penninglistan tio gånger mellan 1968 och 1980. Hon valdes in i World Golf Hall of Fame 2001.

## Majorsegrar
- 1969 US Womens Open
- 1970 US Womens Open
- 1979 LPGA Championship
- 1981 LPGA Championship

## LPGA-segrar
- 1969 Lincoln-Mercury Open
- 1970 Bluegrass Invitational
- 1973 Bluegrass Invitational
- 1975 Burdine's Invitational, Lady Tara Classic
- 1976 Peter Jackson Classic, Portland Classic, The Carlton, LPGA/Japan Mizuno Classic
- 1978 The Sarah Coventry, Houston Exchange Clubs Classic
- 1980 LPGA National Pro-Am, Colgate-Dinah Shore Winner's Circle, Corning Classic, United Virginia Bank Classic, ERA Real Estate Classic
- 1981 LPGA Desert Inn Pro-Am, American Defender/WRAL Golf Classic, WUI Classic, Boston Five Classic

## Inofficiella segrar
- 1975 Colgate European Open
- 1978 Portland Ping Team Championship (med Kathy Whitworth)
- 1980 Portland Ping Team Championship (med Kathy Whitworth)
- 1981 Portland Ping Team Championship (med Kathy Whitworth)

## Utmärkelser
- 2001 World Golf Hall of Fame